# Tara (Album)
Tara ist das vierte Album der US-amerikanischen Metal-Band Absu und der dritte Teil einer Trilogie zur keltischen Mythologie, die 1997 mit The Third Storm of Cythraul begonnen hatte.

## Entstehungsgeschichte
Die Arrangements übernahm Absu selbst, die Produktion übernahmen Absu und Kol Marshall. Kris Verwimp, der die Illustrationen für Absu anfertigte, reiste im Mai 2000 zum Hügel Tara im County Meath in Irland, um dort zu recherchieren und Proben von Boden und Blättern zu sammeln, die er in die Farbe für die Illustrationen mischen wollte. Das Album sollte eigentlich Mitte Oktober 2000 erscheinen, wo die Band mit Morbid Angel und Enslaved auf Tournee gehen sollte. Zum gleichen Zeitpunkt sollte auch die EP Hallstattian Swords erscheinen.
Aufgrund von Verzögerungen wurde am 25. Januar 2001 der April 2001 als spätester Erscheinungstermin angekündigt, Anfang März 2001 wurde das Datum auf den 21. Mai 2001 verschoben.
Proscriptor reiste zur Promotion des Albums und zum Beantworten von Interviews nach Paris zum Promotionsbüro von Osmose Productions. Nach seiner Rückkehr nach Texas beantwortete er nach Angaben der Band über 150 Interviews in drei Wochen, womit Tara mehr Anerkennung erhielt als vorige Absu-Veröffentlichungen. Im Juni 2001 wurde außerdem mitgeteilt, dass eine auf 1000 Exemplare limitierte LP-Fassung bei Osmose Productions erschienen war und Ende Juli 2001 eine US-amerikanische Lizenzpressung erscheinen solle.
Am 13. Oktober 2001 konnte die Band bei Wherehouse Music angetroffen werden, wo zu verkauften Exemplaren des Albums mit Autogrammen versehene Schwarzweiß-Photographien verschenkt wurden.

## Titelliste
Alle Lieder wurden von Shaftiel komponiert, wenn nicht anders angegeben.
- - Phase One: Ioldanach’s Pedagogy

1. Tara (Shannon) – 1:57
2. Pillars of Mercy – 4:22
3. A Shield With an Iron Face – 3:22
4. Manannán – 6:39
5. The Cognate House of Courtly Witches Lies West of County Meath – 4:19
6. She Cries the Quiet Lake – 4:11
7. Yrp Lluyddawc – 1:52

- - Phase Two: The Cythraul Klan’s Scrutiny

1. From Ancient Times (Starless Skies Burn to Ash) – 3:54
2. Four Crossed Wands (Spell 181) – 4:47
3. Vorago (Spell 182) – 5:46
4. Bron (Of the Waves) – 1:32
5. Stone of Destiny (… For Magh Slecht and Ard Righ) – 7:47
6. Tara (Recapitulation) (Shannon) – 1:46

Bonustitel der Digipack-Wiederveröffentlichung von 2009:
- V.I.T.R.I.O.L.
- Hallstatt
- Manannán
- Never Blow Out the Eastern Candle

## Stil
Absu spielt auf Tara sehr schnellen Black-/Thrash Metal, der laut Tom Bartlett (The Metal Observer) „trotzdem eingängig ist und ohne jeglichen Keyboard-Schwachsinn auskommt“; die Riffs wurden oftmals mit denen von Slayer verglichen. Die Lieder „sind für dieses Genre recht lang“. Auf dem Album finden sich auch „weniger gewöhnliche“ Lieder wie Stone of Destiny, Bron oder das auf der Sackpfeife gespielte Intro von Tara.
Die Kompositionen basieren auf Proscriptors Schlagzeugspiel, das als „Wurzel jeder Komposition“ dient. Seine Blastbeats sind „klar und dem Album mangelt es nicht an knackigen Änderungen der Zeitsignatur oder Beats, die sich entfernt der Synkopen befinden“. Die Doublebass setzt er ähnlich wie im Death Metal ein.

## Texte
Textlich untersucht Tara die Nebeneinanderstellung von magischen Gnostikern und Vormundschaft zu Tyrannei und Kraft. Das Album wird in die beiden Abschnitte Ioldanach’s Pedagogy und The Cythraul Klan’s Scrutiny unterteilt.
Zusätzlich zu den Texten findet sich im rund 40-seitigen Beiheft ein Glossar zu den okkulten Hintergründen von Band und Texten. Das Beiheft wurde von Kris Verwimp illustriert.

## Rezeption
Dustin Hathaway von The Metal Observer bezeichnete Tara als „frische und contra-intuitive Annäherung an die Dallas Speed Kultur“ und schrieb, das Album stehe so für den Black Metal wie World Downfall von Terrorizer für den Grindcore, indem beide Gruppen „das Schlagzeugspiel an die vorderste Front des kreativen Prozesses stellten und andere Instrumente dazu bewegten, die Lücken zu füllen“. Proscriptors Schlagzeugspiel sei „die primäre Rechtfertigung, sich jeden Track anzuhören“. Die Lieder hingegen, denen es an Schlagzeug mangle, trügen „wirklich keinen Wert zur generellen Komposition bei“ und verminderten „den auf dem Album dargelegten Drive“. Bartlett urteilte aufgrund der inhaltlichen Themen, Tara habe „nun wirklich absolut nichts Amerikanisches an sich“; er lobte die Vielseitigkeit des Albums, das originelle Beiheft und die „außer Frage“ stehenden „spielerischen Fähigkeiten“ der Musiker, die „auf absolutem Topniveau“ spielten. Sargon the Terrible von The Metal Crypt zufolge reichten Absus vorige Werke „von ziemlich schlecht bis ganz furchtbar“, sodass er das Album als große Überraschung bezeichnete. Proscriptor sei zuvor nie sonderlich beeindruckend gewesen, sei jedoch zu einem der erstaunlichsten Schlagzeuger im extremen Metal geworden und habe auch an seinem Gesang gearbeitet. Auch Christian Renner von The Metal Crypt zeigte sich vom Schlagzeugspiel beeindruckt.
Das Rock-Hard-Magazin nahm das Album in die Liste der „250 Black-Metal-Alben, die man kennen sollte“ auf.